# Volopattino

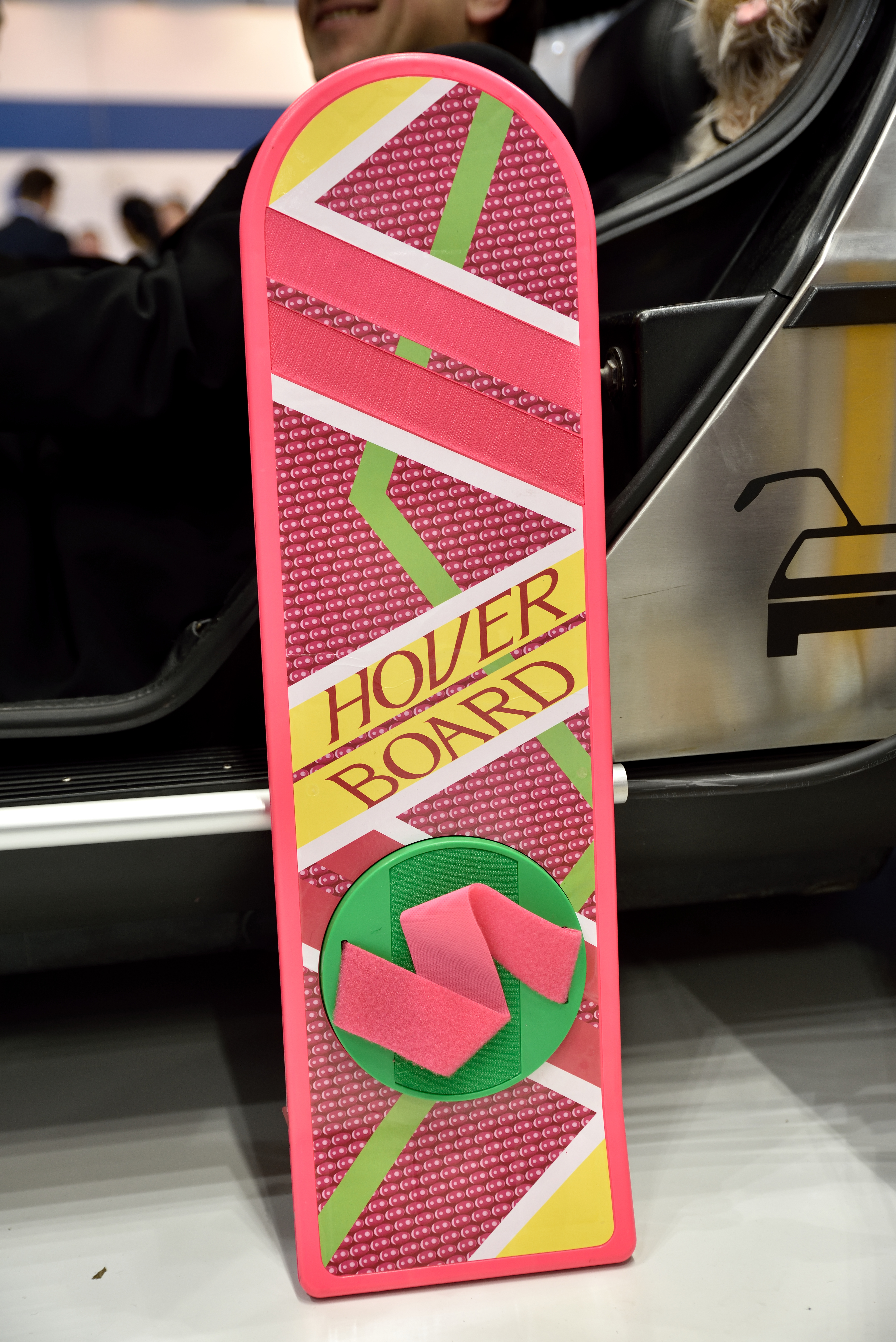
Il volopattino usato da Marty nel film Ritorno al futuro - Parte II

Il volopattino, in lingua originale hoverboard, è uno skateboard di fantasia, fluttuante e senza ruote, utilizzato nella saga di Ritorno al futuro (in particolare nel secondo e terzo film).

## Storia
Durante un'intervista, Robert Zemeckis, regista della trilogia, affermava in una battuta che gli hoverboard esistessero veramente, fluttuassero "su energia magnetica" e che la loro commercializzazione fosse stata bloccata in quanto ritenuti dall'azienda costruttrice, la Mattel (marca reale stampata sull'hoverboard), troppo pericolosi. A causa di questo, i centralini della Mattel furono assaliti da centinaia di chiamate, ma la leggenda sull'esistenza dell'hoverboard è stata definitivamente smentita. In seguito, il concetto del volopattino è stato utilizzato da molti autori, per film, telefilm, cartoni animati e videogiochi non correlati a Ritorno al Futuro.
Entro luglio 2015, ossia prima della data (21 ottobre 2015) che vedeva il protagonista sbarcare nel futuro, Jill e Greg Henderson, una coppia californiana sperava di iniziare la produzione del vero hoverboard. La tavola fluttuante è stata provata da diversi membri della stampa americana i quali ne avevano confermato l'effettiva funzionalità. 
Il 5 agosto 2015 è stato presentato il primo volopattino funzionante dalla casa automobilistica Lexus.

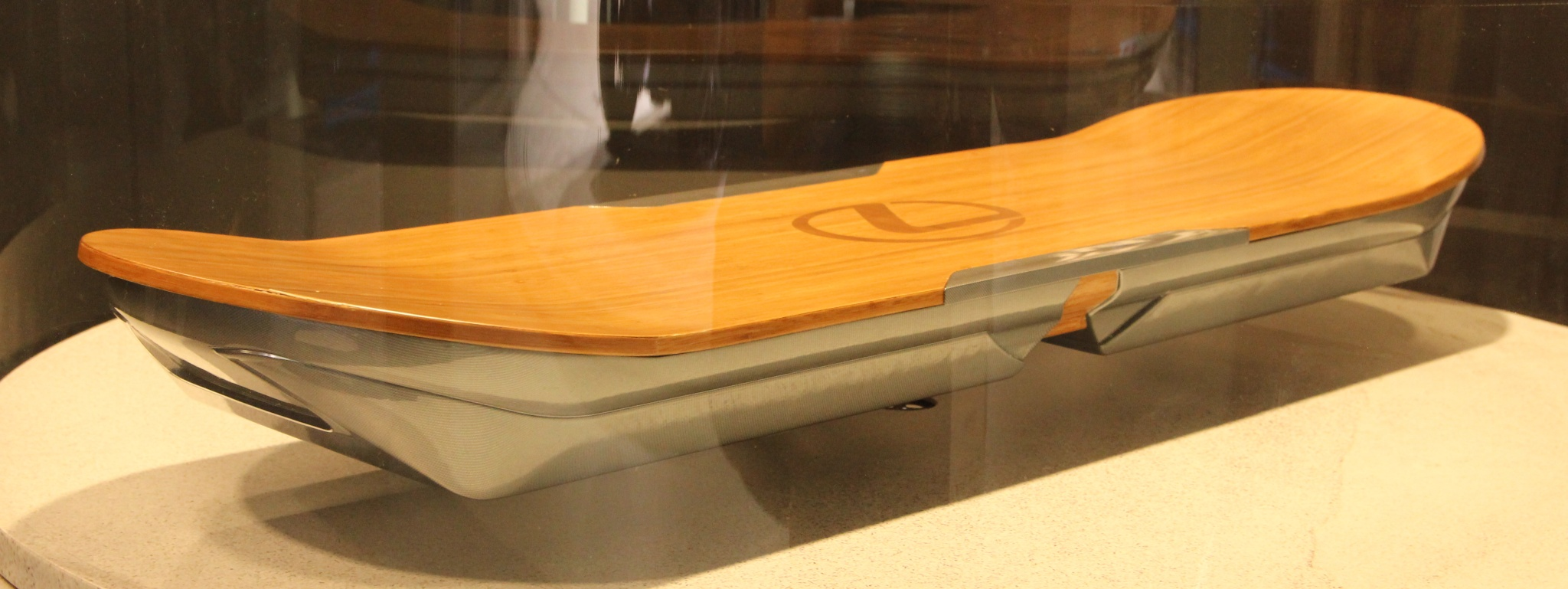
Hoverboard della Lexus

## Effetti speciali
L'effetto di volo degli hoverboard è stato ottenuto fissando le tavole ai piedi di attori imbragati a cavi di gru; i cavi sono poi stati cancellati in post-produzione.

## Versioni reali

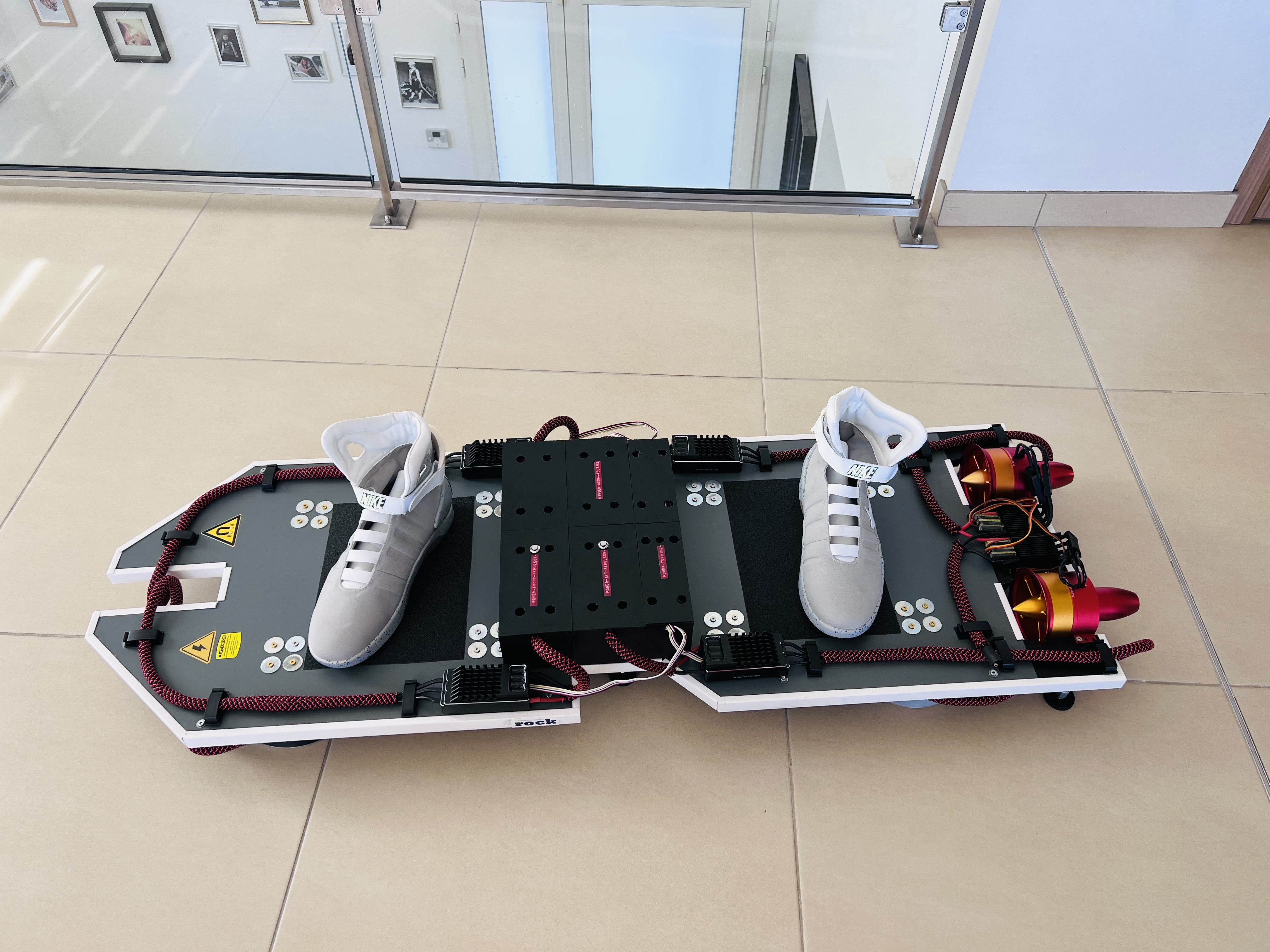
Hoverboard di Damien dolata

Sul finire del 2016 hanno iniziato a comparire sul mercato particolari mezzi di trasporto che, pur non essendo ovviamente volanti, sono stati presto soprannominati hoverboard, probabilmente proprio in omaggio al volopattino del film Ritorno al futuro; trattasi in realtà di scooter autobilancianti, cioè veicoli a due ruote parallele che, mediante sensori giroscopici e opportuna elettronica di bordo, riescono a mantenersi in equilibrio orizzontale, anche con persone a bordo, senza bisogno di appoggi ulteriori e senza bisogno di essere in movimento.
Il 22 marzo 2023 un francese di nome Damien Dolata ha presentato sulla piattaforma YouTube la prima versione funzionante di una tavola volante chiamata Ripulse. Questa tavola volante è in grado di far levitare una persona con un peso di circa 30 kg sopra il suolo. È composta da 4 propulsori magnetorotativi che creano una corrente di Foucault in un terreno conduttivo.